# Westsee (Hanoi)
Der Westsee (vietn. Hồ Tây), früher als Tây Hồ, Đầm Xác Cáo, Hồ Kim Ngưu, Lãng Bạc, Dâm Đàm und Đoài Hồ bezeichnet, ist der größte Süßwassersee in Hanoi. Er hat eine Fläche von 500 ha, seine Uferlänge beträgt 14,8 km. Der Westsee liegt nordwestlich des Hanoier Stadtzentrums. Er entstand aus einem ehemaligen Arm des Roten Flusses, der heute nördlich des Westsees fließt.
Mit vielen Parks, Hotels und Restaurants an seinen Ufern stellt der Westsee ein beliebtes Naherholungsziel dar.
Der Stadtbezirk Tây Hồ ist nach dem Westsee benannt.